# إليزابيت بينافينت
إليزابيت بينافينت (ولدت في غانديا، فالنسيا، عام 1984)، المعروفة على شبكاتها الاجتماعية باسم بيتاكوكيتا "Betacoqueta"، هي تكون كاتبة إسبانية للروايات الكوميدية الرومانسية والمؤلفة للعديد من الكتب وأبرزهم رواية الملحمة الفاليريا.

## المحتويات
1. مسيرتها
2. الأعمال
3. المصادر.

## مسيرتها
حصلت إليزابيت بينافينت على شهادة في الاتصال السمعي البصري من جامعة كاردينال هيريرا في فالنسيا، بعد هذه الدرجة انتقلت إلى مدريد حيث درست الماجستير في الاتصالات والفنون في جامعة كومبلوتنسي في مدريد، حيث يعد المكان الذي تقيم فيه الكاتبة حاليا.
يقال أن شغفها للكتابة بدأ باكرا، لأن أختها غرست فيها حب القراءة، لكنها لا تعرف بالضبط كيف بدأت الكتابة، شعرت فقط أنها بحاجة لفعل ذلك. وهي معروفة بنوع روايتها الرومانسية المعاصرة كما قامت بتسميتهم.
صعدت إلى الشهرة مع نشر كتابها الأول في أحذية فاليريا في 3 يناير 2013 من خلال منصة رقمية. بعد بضعة أشهر من النشر الذاتي على الإنترنت، نشرت افتتاحية سوما الرواية كأول كتاب في ملحمة «فاليريا»، والتي استمرت من قبل فاليريا في المرآة (2013) ، فاليريا بالأبيض والأسود (2013) ، فاليريا العارية (2013)  وأخيرا يوميات لولا (2015) حيث تحكي قصة فاليريا وأصدقائها في رحلة حياة وحب.تزداد مبيعات الملحمة حاليا إلى أكثر من1200000 نسخة. ترجمت الملحمة إلى لغات مختلفة مثل الفرنسية، الهولندية والروسية والتركية والهنغارية والصربية والكرواتية والسلوفاكية والمقدونية. بفضل هذا النجاح  في الثامن من  مايو عام 2020، عرضت منصة نتفليكس لأول مرة الموسم الأول من فاليريا، وهو مسلسل مبني على هذه الروايات، بطولة ديانا غوميز، بولا ماليا، سيلما لوبيز وتيريزا ريوت. بعد الاستقبال الكبير للموسم الأول، في أغسطس 2021سيعرض الموسم الثاني، استمرارًا لقصص كل من الأبطال.
بدأت بينافينت في عام 2014 سلسلتين أخريين من الروايات، الثلاثية اختياري التي تتكون من شخص ليس أنا (2014) ، وشخص مثلك (2015) ، وشخص مثلي (2015) والتي يروي فيها قصة مثلث حب. والثانية هي ثنائية سيلفيا المكونة من مطاردة سيلفيا والعثور على سيلفيا  عاملة متعددة الجنسيات التي هجرها شريكها تبدأ في علاقة مع نجم الروك
في عام 2016 نشر ثلاث روايات.الأولي هي جزيرتي، والتي تُرجمت أيضًا إلى الكاتالونية، حيث يقع بطل الرواية، الذي يدير دار ضيافة، في الحب. تشكل الروايتان الأخرتين التي تسمي أفاق مارتينا ، التي شكلتها مارتينا المطلة على البحر ومارتينا على أرض الجافة.
في عام 2017، أطلقت رواية أخرى تسمى صوفيا مع روايات سحر كونها صوفيا  وسحر كوننا نحن. تروي قصة نادلة لا تبحث عن الحب ولكنها تقع في الحب عندما تكتشف أن السحر لا يوجد إلا عند النظر في العينين. في نفس العام نشر «دفتر الملاحظات هذا بالنسبة لي»، وهو كتاب يجب استخدامه كمذكرات.
في عام 2018 نشر أغاني وذكريات، مؤلفة من قبل كنا أغانٍ  وسنكون ذكريات حيث يتحدث عن الأعباء العاطفية في الماضي من خلال بطولته ماكارينا. في أكتوبر 2020، تم إصدار فيلم تكييف هذا الكتاب. الممثلون الرئيسيون الذين جلبوا هذا التكييف الي الحياة هم ماريا فالفيردي التي تلعب ماكارينا وأليكس جونزاليس تلعب ليو.
في عام 2019 نشر الحقيقة الكاملة لأكاذيبي حيث تحدث عن الأكاذيب والصداقة في مجموعة من الأصدقاء وحفلة توديع العزوبية ومنزل متنقل. عام 2020 قصة مثالية تروي قصة الحب بين النجاح والشك والتأمل في التحيز والحكم. في عام 2021، تؤكد منصة وتؤكد نيتفليكس أنها ستخلق التكيف البصري لهذا العمل. في أبريل 2021، تم نشر فن خداع كارما، وهي رواية تتوقف فيها النساء في الفن والجمال عن كونهن مبدعات.
باعت إليزابيت بينافينت أكثر من 3,000,000 نسخة من بين جميع منشوراتها.

## أعمالها
في فبراير 2019، أعلنت منصة نيتفليكس عن تكييف الملحمة «في أحذية فاليريا» في شكل مسلسل تلفزيوني. بطولة ديانا غوميز، بولا ماليا، سيلما لوبيز وتيريزا ريوت.
كنا أغنيات: في أكتوبر 2020، أعطت منصة  نيتفليكس الموافقة لإنتاج فيلم يعتمد على ثنائية الأغاني والذكريات، والذي سيشارك في بطولته أليكس جونزاليزس وماريا فالفيردي.

## الروايات
- في أحذية فاليريا
- في أحذية فاليريا (2013)
- فاليريا في المرآة (2013)
- فاليريا السوداء والبيضاء (2013)
- فاليريا العارية (2013)
- يوميات لولا (2015)
- اختياري
- شخص أنا لست كذلك (2014، مجموع الرسائل)
- شخص مثلك (2015، مجموع الرسائل)
- شخص مثلي (2015، مجموع الرسائل)
- على خطى ألبا وهوغو ونيكو (2016، سوما دي ليتار)
- سيلفيا
- مطاردة سيلفيا (2014، مجموع الرسائل)
- العثور على سيلفيا (2014، مجموع الرسائل)
- الخاتمة
- أفاق مارتينا
- مارتينا مع عرض البحر (2016، مجموع الرسائل)
- مارتينا على أرض جافة (2016، مجموع الرسائل)
- صوفيا
- سحر كونها صوفيا (2017)
- سحر كوننا نحن (2017)
- الأغاني والذكريات
- كنا أغانٍ (2018، صوما)
- سنكون ذكريات (2018)
- روايات أخرى
- جزيرتي (2017)
- حقيقة أكاذيبي (2019)
- قصة مثالية (2020)
- فن خداع كارما (2021)
- روايات أخري
- هذا الدفتر لي (2017، أغيلار)